# Küstensoaring

Gleitschirme beim Küstensoaring in Stohl Deutschland

Das Küstensoaring mit dem Gleitschirm stellt mittlerweile eine eigene Disziplin des Gleitschirmfliegens dar. Es gab in Frankreich an der Dune du Pyla mit dem Wagas Festival einen eigenen Wettbewerb, welcher dem Küstenfliegen gewidmet war.

## Berühmte Spots zum Küstenfliegen
- Die Dune du Pyla in Frankreich
- Die Dünen bei Løkken in Dänemark, wo ein Leuchtturm in den Dünen versinkt
- Die Paradise Ridge bei Wilderness in Südafrika
- Die Küste von Goa in Indien bei Arambol
- Die Steilküste bei Netanya in Israel

## Gefahren und Herausforderungen
Da sehr geländenah geflogen wird, gehen hiervon auch besondere Gefahren aus. Um ein tragfähiges Aufwindband zu erzeugen, wird geländeabhängig eine Windstärke benötigt, die am oberen Ende der Eigengeschwindigkeit des Gleitschirmes liegt. Da geländeabhängig der Wind am obersten Punkt einer Steilküste am stärksten ist, besteht die Gefahr, dass man in das Lee verblasen wird. Darüber hinaus kann Sand, welcher in den Gleitschirm gelangt, das Flugverhalten negativ beeinflussen.

## Situation in Deutschland
Das Starten von Gleitschirmen ist in Deutschland nur auf ausdrücklich dafür zugelassenen Geländen erlaubt.